# كين أوديا
كين أوديا (بالإنجليزية: Ken O'Dea)‏ هو لاعب كرة قاعدة أمريكي، ولد في 16 مارس 1913 في ليما في الولايات المتحدة، وتوفي بنفس المكان في 17 ديسمبر 1985.

## روابط خارجية
- كين أوديا على موقع دوري كرة القاعدة الرئيسي (الإنجليزية)
- كين أوديا على موقعبيزبول رفرنس.كوم (الدوري الرئيسي) (الإنجليزية)
- كين أوديا على موقع جمعية أبحاث البيسبول الأمريكية (الإنجليزية)
- كين أوديا على موقع إي إس بي إن.كوم (أم.أل.بي) (الإنجليزية)